# Levina Teerlinc
Levina Teerlinc (Bruixes, ca. 1510 - Londres, 23 de juny de 1576) va ser una miniaturista angloflamenca, que va servir com a pintora de cambra en la cort anglesa sota els reis Enric VIII, Eduard VI, Maria I i Isabel I, primera dona miniaturista del Renaixement i primera dona contractada com a pintora per una casa reial.
Va ser la segona de cinc germanes, filles de Simon Bening (Benninc o Benninck), un famós il·luminador de manuscrits de l'escola de Gant-Bruixes. Probablement va realitzar l'aprenentatge amb son pare, i treballaria en el seu taller fins a contreure matrimoni amb George Teerlinc de Blankenberge.
El 1545 es va traslladar a Anglaterra al costat del seu marit. Va treballar com a pintora reial d'Enric VIII en substitució de Hans Holbein el Jove, que havia mort feia poc. El seu sou anual era de quaranta lliures, bastant més del que havia cobrat Holbein. Posteriorment va servir com a gentlewoman a les cases reials de Maria Tudor i Isabel I d'Anglaterra.

## Obra

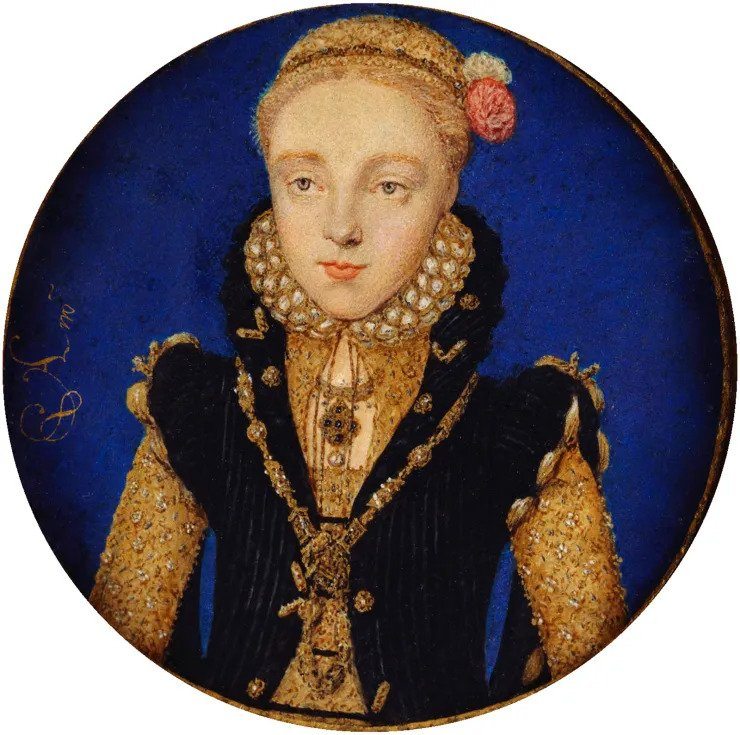
Retrat d'Isabel I, ca. 1565

Entre la seva obra documentada hi ha pintures presentades com a regals als reis per l'Any Nou, incloent una Trinitat per a Maria Tudor (1553). No obstant això, es va fer famosa sobretot pels retrats en miniatura, dels quals n'hi ha molts de documentats per a Isabel, tant individuals com al costat de personatges importants de la cort.
Se suposa que va tenir com a aprenent Nicholas Hilliard, prèviament orfebre, a qui va ensenyar l'art del retrat en miniatura.
La major part d'aquestes obres no han sobreviscut o, de conservar-se, no se li atribueixen. De fet, fins i tot les obres conservades que se li atribueixen no tenen una atribució indubtable. Una exposició de 1983 al Victoria and Albert Museum va ser la primera ocasió en què es va reunir un grup de miniatures atribuïdes a ella. En exhibir conjuntament obres de Teerling amb altres Lucas Hornebolte (o Lucas Horenbout), el seu predecessor com a miniaturista de la cort, aquesta exposició va ser especialment útil per establir un consens d'atribucions. En el grup hi havia cinc miniatures i dos manuscrits il·luminats; incloent-hi un retrat en miniatura de Lady Katherine Grey de V&A, i un altre del Centre d'Art Britànic de Yale, la Royal Collection (tots dos possiblement retrats de la jove Isabel), i de col·leccions privades. També és probable que dissenyés el gran segell reial que va usar Maria i el primer dels que va usar Isabel.
Les obres que se li atribueixen sónː
- Retrat de Lady Katherine Grey, ca. 1555–60, Victoria and Albert Museum, Museum no. P.10-1979
- Retrat de Dona jove, 1566, Victoria and Albert Museum, Museum no. P.21-1954
- Retrat de Mary Dudley, Lady Sidney, ca. 1575, Victoria and Albert Museum, Museum no. E.1170-1988
- Retrat de la Reina Maria I, Col·lecció del duc de Buccleuch
- Retrat d'una dona jove, Col·lecció de Sa Majestat la reina, Castell de Windsor
- Retrat d'Elizabeth I amb túnica d'investidura, Col·lecció de l'Abadia de Welbeck